# Andrew James Trauth
Andrew James Trauth, mais conhecido como A.J. Trauth (14 de setembro de 1986 em Chicago, Illinois) é um ator estado-unidense e músico.

## Filmografia
| Ano  | Nome                                               | Personagens             | Notas          |
| ---- | -------------------------------------------------- | ----------------------- | -------------- |
| 1999 | Search for the Jewel of Polaris: Mysterious Museum | Ben                     | Filme de TV    |
| 2003 | Phil at the Gate                                   |                         | Filme de TV    |
| 2003 | You Wish!                                          | Alex Lansing            | Filme de TV    |
| 2003 | The Even Stevens Movie                             | Alan Twitty             |                |
| 2004 | The Deerings                                       |                         | Filme de TV    |
| 2005 | Happy Endings                                      | Bill                    |                |
| 2005 | Lord Of The Rings:The Fellowship Of The Ring       | Nophilmo Testimonial #1 | Curta-metragem |
| 2005 | Mystery Woman: Game Time                           | Cameron                 | Filme de TV    |
| 2006 | Wild Hearts                                        | Tim                     | Filme de TV    |
| 2008 | The Last Word                                      | Greg                    |                |

## Televisão
| Ano       | Nome                           | Personagens    | Notas                               |
| --------- | ------------------------------ | -------------- | ----------------------------------- |
| 2000      | The Amanda Show                | Ele Mesmo      | 1 episódio                          |
| 2002      | The Nightmare Room             | Shawn          | 1 episódio                          |
| 2000–2003 | Even Stevens                   | Alan Twitty    | Personagem recorrente, 47 episódios |
| 2002–2004 | Kim Possible                   | Josh Mankey    | 3 episódios                         |
| 2003      | 7th Heaven                     | Jordan James   | 1 episódio                          |
| 2004      | Fillmore!                      | Chet           | 1 episódio                          |
| 2003–2004 | Oliver Beene                   | Harver Dillman | 3 episódios                         |
| 2004      | Reba                           | Scott          | 2 episódios                         |
| 2005      | House MD                       | Henry          | 2 episódios                         |
| 2005      | Ghost Whisperer                | Tom            | 1 episódio                          |
| 2005      | CSI: Crime Scene Investigation | Dexter         | 1 episódio                          |
| 2005      | Numb3rs                        | Jake           | 1 episódio                          |
| 2006      | Brandy & Mr. Whiskers          | Voz            | 1 episódio                          |
| 2006      | Pepper Dennis                  | Mitch Dinkle   | 5 episódios                         |
| 2009      | Bones                          | Pinworm        | 1 episódio                          |
| 2011      | Rules Of Engagement            | Topher         | 1 episódio                          |
| 2012      | Franklin & Bash                | Tammi's Lawyer | 1 episódio                          |
| 2012      | Ro                             | Shane          |                                     |